# Erik Cedervall
Erik Gustaf Cedervall, född 20 januari 1923 i Matteus församling, Stockholm, död 10 juni 2013 i Sollentuna, Stockholms län, var en svensk  var målare, grafiker och skulptör.
Cedervall studerade vid Konstfackskolan 1941-1946 och för Sven Erixson vid Konsthögskolan i Stockholm 1947-1953. Han tilldelades franska statens studiestipendium som gav honom möjlighet att studera konst vid École nationale supérieure des Beaux-Arts i Paris 1949-1950. Med ett specialstipendium kunde han studera mosaikarbete i Italien 1954. Han medverkade i Nationalmuseums utställning Unga tecknare ett flertal gånger med balettstudier i kol och krita under 1940-talet. Separat debuterade han med en utställning på Galerie Æsthetica i Stockholm 1954 och han medverkade i samlingsutställningarna Stockholms vårsalong, jubileumsutställningen på Liljevalchs konsthall 1985, grafiktriennalerna i Norrköping-Linköping 1986 och i Göteborg 1989 samt med Svenska konstnärernas förening och Grafiska Sällskapet samt i ett flertal vandringsutställningar. Bland hans offentliga arbeten märks en 56 meter lång polykrom aluminiumrelief i Sundbybergs simhall, en temperamålning i Enköpings stadsbibliotek, glasmålningar i Sundbybergs huvudbibliotek och dekorativa betongplattor med marmormosaik för Båstads sjukhem. Han tilldelades Helge Ax:son Johnsons stipendium 1953, San Michelestiftelsens Capristipendium 1986, Grez-sur-Loingstipendium 1998 och ett större statligt arbetsstipendium. Som porträttör har han utfört ett 80-tal hedersporträtt av bland annat Hans Blix, Arne Geijer, Pontus Hultén, Alva Myrdal och Evert Taube. Han var verksam som lärare i porträttering vid Gerlesborgsskolan 1984-1989. Cedervall är representerad vid Moderna museet i Stockholm, Skissernas museum i Lund, Teckningsmuseet i Laholm, Akvarellmuseet på Tjörn, Statens konstråd samt i en rad olika samlingar inom kommuner och landsting.